# Língua anauyá
O anauyá é uma língua extinta da família linguística arawak falada no rio Castaña, um afluente do
rio Siapa (Venezuela).

## Vocabulário
Vocabulário anauyá (flora, fauna e artefatos culturais):
| Português            | Anauyá              |
| -------------------- | ------------------- |
| carneiro (preguiça?) | wahika              |
| anta                 | ʃurawirri           |
| queixada             | aíʃa                |
| onça                 | ʃaáwi               |
| cão                  | onimináu            |
| pica-pau             | serrierri           |
| peixe                | undrrimani          |
| mandioca             | kanikasi            |
| algodão              | kanari-si           |
| banana               | parana              |
| tabaco               | sierro              |
| pimenta              | atido               |
| agulha               | ã(h)y (< nheengatu) |
| canoa                | ide                 |
| faca                 | harrohorri          |
| fio                  | kanari              |
| machado              | tʃifara             |
| pote                 | orôso               |
| rede                 | mitsai              |
| remo                 | ʃana-hurri          |
| terçado              | maʃeta              |